# Olga Hellsing
Olga Hellsing (* 17. April in Borodulicha, Kasachstan) ist eine deutsch-kasachische Filmschauspielerin. 

## Leben
Hellsing wurde in Kasachstan als die mittlere von drei Töchtern von Irina und Waldemar geboren. Im Alter von 3 Jahren zogen sie und ihre Familie nach Deutschland, nahe Rottenburg am Neckar, wo sie auch zur Schule ging und ihre Ausbildung zur Zahnarzthelferin und ihre Fachhochschulreife abschloss. Während ihrer Schulzeit nahm sie auch am Judo-Unterricht  teil.
Ihre Karriere begann Hellsing als Model in kleineren lokalen Modezeitschriften. Im Oktober 2018 wurde sie von dem Fotografen Francesco Lonigro für die italienische Vogue abgelichtet. 
Im Jahr 2021 spielte Hellsing die Rolle der Sarah Ferguson im Historiendrama Spencer.

## Filmografie (Auswahl)

### Filme
- 2021: Spencer (als Sarah Ferguson)[2]

### Musikvideo
- 2017: In the Army Now von Captain Jack
- 2019: Goldener Schuss von Antiheld
- 2019: Turtle Tarantino Tango von Helena Goldt
- 2020: Kak sa Donom von Cosmonautix